# Borough londonien de Lewisham
Pour les articles homonymes, voir Lewisham (homonymie).
Le borough londonien de Lewisham (en anglais : London Borough of Lewisham) est un borough du Grand Londres. Fondé en 1965 sur la rive droite de la Tamise par la fusion des districts de Lewisham et de Deptford, il compte plus de 305 000 habitants selon les estimations démographiques de 2019.

## Géographie
Ce borough se compose de :
- Bell Green
- Bellingham
- Blackheath
- Brockley
- Catford
- Deptford
- Downham
- Forest Hill
- Grove Park
- Hither Green
- Honor Oak
- Honor Oak Park
- Ladywell
- Lee
- Lewisham Central
- Lower Sydenham
- New Cross
- New Cross Gate
- St Johns
- Southend
- Sydenham
- Upper Sydenham

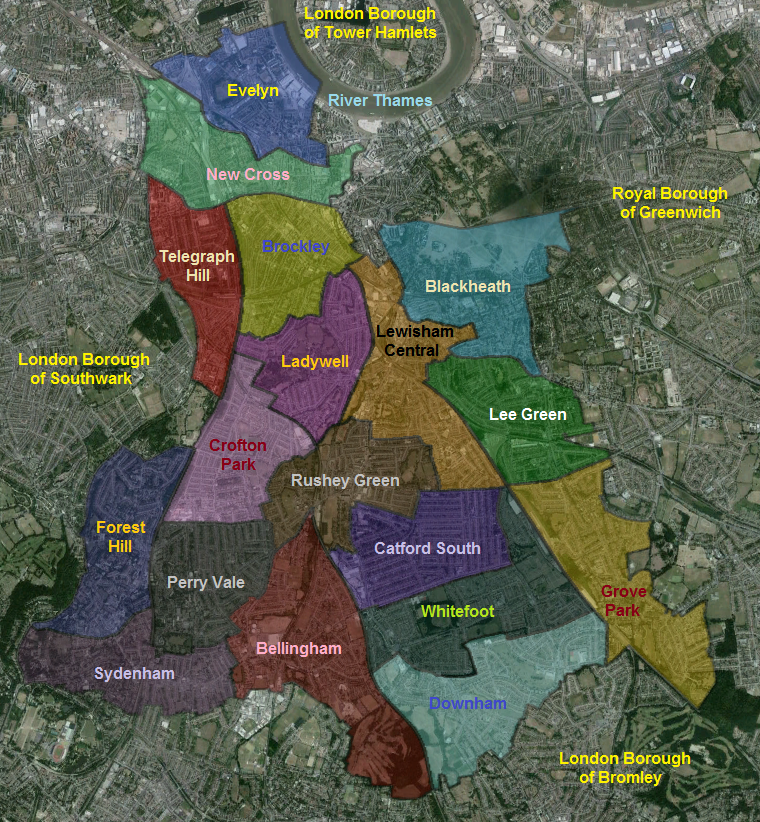
Les différents wards du borough de Lewisham.
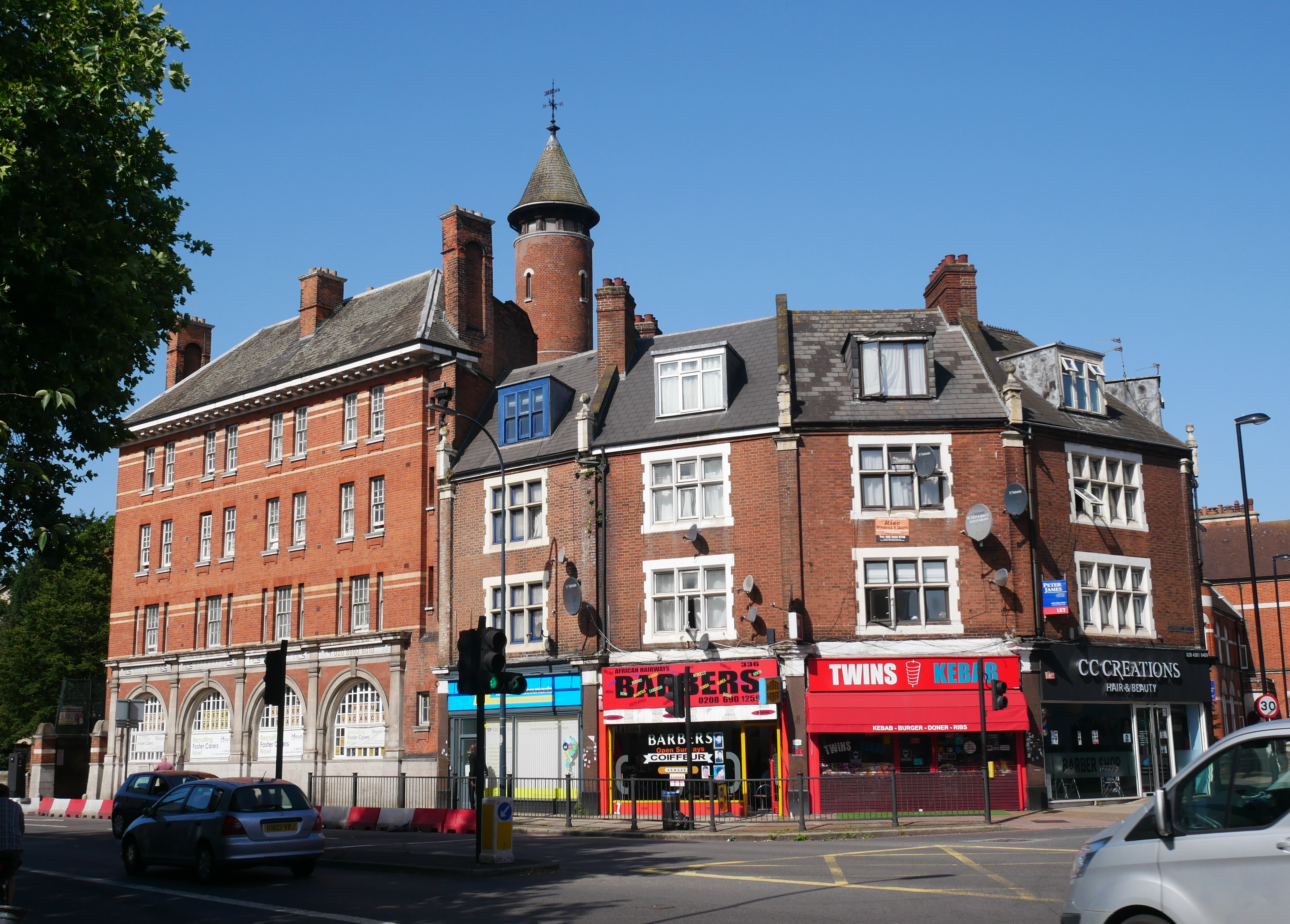
Lewisham High Street.